# Hansi Stork
Johanna „Hansi“ Stork, eigentlich Johanna Maria Adele Anna Rutkowski, (* 19. August 1917 in Wien; † 4. Februar 2015 ebenda) war eine österreichische Sängerin und Schauspielerin bei Bühne und Film.

## Leben und Wirken
Johanna „Hansi“ Stork gehört trotz zeitweiliger Popularität bis 1945 zu den heute vollkommen vergessenen Schauspielerinnen Österreichs. Noch keine 20 Jahre alt, erhielt sie ihre künstlerische Ausbildung bei Raoul Aslan und wurde unmittelbar danach mit der weiblichen Hauptrolle der Annerl Birkmeyer in der Anzengruber-Verfilmung Der Pfarrer von Kirchfeld bedacht. Die Kritik befand: „Hansi Stork zeigt sich als liebenswürdige und ansprechende Darstellerin“. Trotz dieses fulminanten Starts kam ihre Karriere, die sie fortan vor allem auf der Theaterbühne suchte, nur sehr schleppend in Gang. Festengagements erhielt Hansi Stork selten. Die zumeist freischaffende Künstlerin trat in Linz ihr erstes Engagement an und wurde am dortigen Theater im Fach der jugendlichen Salondame besetzt.
In der oberösterreichischen Stadt sah man sie beispielsweise in dem Lustspiel Flitterwochen. Ab 1940 war Hansi Stork freischaffend und von 1942 bis 1944 festes Ensemblemitglied der deutschsprachigen städtischen Bühnen im deutsch besetzten Brünn. Hier sah man sie beispielsweise im April 1942 mit der Agneta in dem Stück Das Opfer. Zwischendurch führte sie ein Gastspiel zurück nach Wien, wo Hansi Stork an der Seite von Paula Wessely in dem Stück Vagabunden am Theater in der Josefstadt auftrat. Auch ihre Gesangsstimme wurde gelobt. Es folgten weitere Brünner Auftritte in so verschiedenartigen Stücken wie Friedrich Schreyvogels Die weiße Dame (als Prinzessin von Braganza), Hans Hömbergs Komödie Kirschen für Rom (als Fotis), dem Zwei-Personen-Stück Herzen im Sturm (als Giga) sowie als Titelheldin in Fritz Schwieferts Marguerite: 3 und als Maria Stuart in Schillers gleichnamigem Königinnen-Drama. Mit Schließung aller deutschen Bühnen im Reichsgebiet im Sommer 1944 blieb Hansi Stork bis Kriegsende 1945 nur noch eine Filmrolle in Willi Forsts kostümrauschender Musiker-Biographie Wiener Mädeln, wo sie den kleinen Part der Fürstin Metternich übereignet bekam.
Die Nachkriegstätigkeit begann für die freischaffende Wien-Heimkehrerin Hansi Stork spät und schleppend: 1948 trat sie an der Seite von Theo Lingen mit Theophanes am Landestheater auf, 1949 kehrte sie zum Theater in der Josefstadt zurück, wo man sie unter anderem mit einer Mutterrolle in einer Bühnenfassung von Erich Kästners Pünktchen und Anton sehen konnte. In späteren Jahren wurden Hansi Storks Bühnenauftritte immer seltener; sie war in der Saison 1952/53 an der Löwinger-Bühne des Wiener Renaissance-Theaters verpflichtet und nahm in der Spielzeit 1953/54 ein Engagement am Stadttheater von Chur (Schweiz) an. In zwei etwa zur selben Zeit entstandenen Kinofilmen absolvierte sie winzige Auftritte. Danach verliert sich Hansi Storks Spur. Die frühere Schauspielerin starb am 4. Februar 2015 im Alter von 97 Jahren in ihrer Heimatstadt Wien und wurde zwölf Tage darauf auf dem dortigen Zentralfriedhof bestattet.

## Filmografie (komplett)
- 1937: Der Pfarrer von Kirchfeld
- 1944/49: Wiener Mädeln
- 1952: 1. April 2000
- 1954: Wenn du noch eine Mutter hast (Das Licht der Liebe)